# Ambrosio O'Higgins
Ambrosio Bernardo O'Higgins, 1º marchese di Osorno, 1º barone di Ballynary (in inglese Ambrose Bernard O'Higgins, in irlandese Ambrós Bearnárd Ó hUiginn; Ballynary, 1720 circa – Lima, 19 marzo 1801), è stato un politico coloniale spagnolo di origine irlandese che servì l'Impero spagnolo come capitano generale del Cile dal 1788 al 1796 e viceré del Perù dal 1796 al 1801; era padre naturale del leader indipendentista Bernardo O'Higgins.

## Genealogia e gioventù
Ambrose O'Higgins era figlio di Charles O'Higgins (figlio di Roger O'Higgins e Margaret Brehan) e di Margaret O'Higgins (figlia di William O'Higgins e Winnifred O'Fallon).
Il nonno di Charles O'Higgins, Sean Duff O'Higgins, vantava il titolo territoriale di Tiarna, o Signore di Ballinary, e sposò Margaret O'Conor, nobile della Casa Reale degli O'Conor del castello di Ballintuber, che governò l'Irlanda fino all'anno 1000.
La famiglia O'Higgins aveva molti terreni nelle contee irlandesi di Sligo, Westmeath e Mayo, ma in seguito all'esproprio dei cattolici fatto da Oliver Cromwell, ed alla deportazione degli abitanti di Sligo seguita alla conquista di Cromwell, le terre degli O'Higgins diminuirono in modo considerevole.
A causa dell'usurpazione della loro terra gli O'Higgins emigrarono nella contea di Meath, dove divennero piccoli agricoltori lavorando al servizio della famiglia Rowley-Langford. Per la precisione si dice che Ambrose fosse stato al servizio di Lady Jane Rawley.
Nel 1751 Ambrose arrivò a Cadice, dove si dedicò al commercio come impiegato della Butler Trading House. Da irlandese cattolico fu in grado di emigrare legalmente nell'America spagnola nel 1756.

## Governatore del Cile
Dopo essere entrato nel Servizio Imperiale Spagnolo, si spostò nella colonia di Río de la Plata, nell'odierna Argentina, dove tentò qualche avventura commerciale. In seguito fu assunto come disegnatore ed ingegnere dagli spagnoli.
Fu qui che John Garland, altro ingegnere irlandese al servizio della Spagna, lo convinse a trasferirsi nella vicina, meno colonizzata, colonia del Cile. Fece velocemente carriera divenendo governatore militare (Capitán General) del Cile.
In questo periodo ebbe una relazione con Isabel Riquelme, una creola la cui famiglia faceva parte della casa regnante spagnola. Da questa unione non ufficiale nacque Bernardo O'Higgins, che in seguito guidò il Cile verso l'indipendenza dall'Impero spagnolo.
Nonostante Ambrose non abbia mai riconosciuto come legittimo il figlio, pagò per la sua educazione in Inghilterra lasciandogli in eredità le sue proprietà in Perù e Cile.
Come governatore reale del Cile, uno degli avamposti spagnoli più poveri, remoti e problematici, O'Higgins fu estremamente attivo, promuovendo la costruzione di una strada che collegasse la capitale Santiago al porto di Valparaíso (parte della quale è tuttora in uso), del Palacio de La Moneda di Santiago, e della creazione di un efficiente servizio postale tra la colonia di La Plata e la Capitaneria generale del Cile.

## Viceré del Peru'
Nel 1796 O'Higgins fu nominato viceré del Perù. La terra sotto il suo controllo comprendeva gli odierni Perù, Cile, Bolivia, Argentina nord-occidentale e parte del Brasile occidentale.
Il Perù era la colonia più ricca dell'intero impero, per cui questo vicereame era il più ambito di tutta l'America spagnola. Ricoprì questa carica fino alla morte, giunta nel 1801.

## Eredità
Varie città, baie ed altre scoperte spagnole nelle Americhe presero il nome del paese di nascita del viceré durante il suo mandato. È il caso di Vallenar (originariamente chiamata San Ambrosio de Ballenary) in Cile o Baia di Vallenar in Alaska